# Валуйское (Луганская область)
Валуйское (укр. Валуйське) — село в Счастьенском районе Луганской области Украины.
Население по переписи 2001 года составляло 3996 человек. Почтовые индексы — 93650, 93651. Телефонный код — 6472. Занимает площадь 65,1 км².

## Местный совет
93650, Луганська обл., Станично-Луганський р-н, с. Валуйське, Совєтська вул., 274  (укр.)